# 練馬区立豊渓中学校
練馬区立豊渓中学校（ねりまくりつ ほうけいちゅうがっこう）は、東京都練馬区旭町三丁目にある公立中学校。略称は「渓中」（K中）。2019年(令和元年)5月時点の生徒数は4学級122名。 

## 概要
練馬区の北部、光が丘公園の北に位置し、東側は板橋区、西側は埼玉県和光市に接する地域にある。周囲は白子川とそのかつての支流があり、急な坂道が多い。名称は土支田二丁目にある豊渓小学校に由来するが、校地は2 kmほど離れており学区も接していない。道を挟んだ隣に旭町小学校がある。
東京都の公立中学校の中では生徒数が下位5%に位置し、23区では十指に入る小規模校である。その小規模さを活かし数学科では少人数授業を導入している。

## 沿革
学校教育法の施行にともなって練馬区で開設された中学校13校の1つ。
- 1947年
  - 4月1日 - 板橋区立豊渓中学校として豊渓小学校内に設立
  - 8月1日 - 練馬区の独立により練馬区立豊渓中学校と校名変更
- 1948年 - 校章（意匠：すずしろ花弁）制定
- 1950年7月20日 - 現在地（兎月園跡地）に独立校舎落成（平屋校舎）
- 1957年9月30日 - 校旗制定
- 1957年11月29日 - 校歌（作詞・島来展也、作曲・金子三雄）制定
- 1963年3月8日 - 体育館落成
- 1968年4月1日 - 校地が借用地から公有地となる
- 1973年7月19日 - プール落成
- 1989年3月31日 - LL教室完成
- 1997年
  - 8月 - 新体育館落成
  - 11月 - 創立50周年記念式典挙行
- 1999年8月31日 - 教室・廊下の天井改修工事完成
- 2001年3月 - 西側トイレ・教室床改修工事完成
- 2003年10月 - 東側トイレ改修工事完成
- 2004年8月 - アスベスト除去工事完了
- 2005年1月 - 視聴覚室床改修完了
- 2018年　トイレ改修予定

## 主な行事
運動会等の行事の他に特徴的な行事がある。

### 文化発表会
例年9月〜10月頃に行われており、各学年で合唱や、校外学習などの学年行事の発表をしている。
人気は探究実験の発表。

## 部活動

### 運動部
- バドミントン部
- ソフトテニス部
- バスケットボール部

### 文化部
- 吹奏楽部
- 美術部

## 通学区域
光が丘公園の北側から西側にかけて、旭町のほぼ全域を学区とする。
- 旭町一丁目（都営光が丘第一アパート22号棟を除く）
- 旭町二丁目
- 旭町三丁目

## 進学前小学校
区立中学校選択制度があり学区外から通学している生徒もいるが、学区指定による小学校は以下の通り。※印は小中一貫教育グループの構成校。
- 旭町小学校(※)
- 光が丘四季の香小学校

## 学区内の主な施設
- 東京都立光丘高等学校

## 交通
- 東京メトロ有楽町線・副都心線地下鉄成増駅より徒歩7分
- 東武東上線成増駅より徒歩15分